# Prostitution à Cuba
La prostitution à Cuba n'est pas illégale. Néanmoins, il existe une législation contre les proxénètes, l'exploitation sexuelle des mineurs et la pornographie. Le tourisme sexuel a existé dans le pays, à la fois avant et après la révolution cubaine de 1959. Si Fidel Castro a essayé d’éradiquer cette pratique au début de sa gouvernance, la prostitution perdure sur l’île et prend un essor considérable à partir des années 1990, allant de pair avec le développement du tourisme. L’implication des enfants dans ce tourisme sexuel existe à Cuba ; toutefois, les autorités cubaines réfutent cette présence.

## Historique

### Période coloniale
Dès les débuts de l’occupation espagnole la prostitution apparaît avec la « cabane aux services sexuels » où le premier gouverneur de Cuba enferme les indiennes taïnos. Puis, issues de la traite négrière, des femmes esclaves sont contraintes à se prostituer.
En 1899, un rapport de la commission d’Hygiène de La Havane indique que 32,4% des prostituées « connues » exercent une profession. 80 % sont cubaines et 50 % ont moins de 20 ans.

### Indépendance
Selon le journaliste et écrivain cubain Amir Valle avant le départ de Fulgencio Batista, on décomptait environ 20 000 bordels et 100 000 prostituées, essentiellement noires et d'origine paysanne pour une population de 6 millions d'habitants.
La prostitution se situe dans des quartiers spécifiques. Elle participe au développement de l’industrie touristique de Cuba. Les autorités tentent d’y remédier. Ainsi le gouvernement de Carlos Prío Socarrás en 1951 engage une campagne pour supprimer la prostitution dans le quartier de Colon à La Havane. L’opération reçoit le soutien de la population, mais faute d’autres moyens de subsistance, les prostituées reviennent rapidement dans le quartier.

### Révolution cubaine
Après la prise du pouvoir en 1959, le régime castriste organise des campagnes d’éradication de la prostitution, « maladie sociale curable », qui est interdite en 1961. Afin d'assainir la société, les prostituées et les homosexuels sont arrêtés en masse. Des camps d'internement sont créés. À plusieurs reprises Fidel Castro organise des « rafles nocturnes » intitulées « nuit des 3 P » (Prostitués, Proxénètes, Pédés - Prostitutas, Proxenetas, Pájaros,) qui alimentent les unités militaires d'aide à la production  en main d'œuvre,. Néanmoins la prostitution, officiellement supprimée, perdure dans l'île.  
À partir des années 1990, après la chute de l’empire soviétique qui soutenait l’économie, la prostitution se développe. Des secteurs importants de Cuba, comme la plage de Guanabo à l'est de La Havane, deviennent des lieux de rencontres entre les prostituées et leurs clients. Certaines filles se marient avec un client étranger et peuvent ainsi émigrer à l'étranger. En 2010, Amir Valle estime le nombre de prostituées entre 12 000 et 20 000. Avec l’apparition des nouvelles technologies les contacts entre les clients et les prostituées s’effectuent avec les tchats et certaines applications de rencontres.
Les prostituées sont susceptibles de recevoir une amende ou d'être renvoyées dans leur province d'origine. Elles peuvent aussi être « rééduquées » dans des « fermes de travail »[réf. nécessaire]. Néanmoins la prostitution est souvent jugée, par la population, comme une activité normale qui permet de survivre malgré la crise économique. Certaines femmes doivent cumuler la prostitution avec une activité professionnelle comme médecin, enseignante ou économiste. Ainsi Fidel Castro indique en 1991 : « Même nos prostituées sont passées par l’université ». Pour Amir Valle : « Un changement dans la conscience sociale s’est produit à Cuba, être un professionnel diplômé à Cuba ne signifie plus rien : les marginaux atteignent de meilleurs niveaux de vie que les universitaires. Les prostituées et les vendeurs clandestins de rhum et de tabac se sont transformés en symboles de succès ».

## Prostitution enfantine
Le tourisme sexuel impliquant des enfants est présent à Cuba. Outre les jeunes filles, des centaines de mineurs, certains âgés de 13 ou 14 ans, se prostituent. Ainsi le pédophile Gary Glitter  après des séjours à Cuba dans les années 1990, est condamné par la justice britannique
Si le code pénal cubain prévoit des sanctions, jusqu’à 30 ans de prison pour le proxénétisme et la traite des enfants, celles-ci sont peu appliquées par manque de moyens ou d’une corruption développée. De plus, les autorités cubaines nient cette prostitution des enfants : « À la différence des autres pays, il n’y a pas de phénomènes comme la traite et le trafic de mineurs à des fins sexuelles, comme le tourisme sexuel […] ». 
Le Cubain Amir Valle précise que ce type de prostitution est nouvelle, elle n'existait pas avant la révolution castriste.